# Kwoun Sun-tae
Kwoun Sun-tae (en hangul, 권순태; en hanja, 權純泰; pronunciado [kwʌn.sun.tʰɛ̝]; Gangneung, Gangwon, 11 de septiembre de 1984) es un exfutbolista surcoreano que jugaba de guardameta.

## Trayectoria

### Clubes
| Club                     | País          | Año       |
| ------------------------ | ------------- | --------- |
| Jeonbuk Hyundai Motors   | Corea del Sur | 2006-2016 |
| Sangju Sangmu (préstamo) | Corea del Sur | 2010-2012 |
| Kashima Antlers          | Japón         | 2017-2023 |

### Selección nacional
| Selección | País          | Año       |
| --------- | ------------- | --------- |
| Absoluta  | Corea del Sur | 2015-2017 |

## Palmarés

### Títulos nacionales
| Título             | Club                   | País          | Año  |
| ------------------ | ---------------------- | ------------- | ---- |
| K League Classic   | Jeonbuk Hyundai Motors | Corea del Sur | 2009 |
| K League Classic   | Jeonbuk Hyundai Motors | Corea del Sur | 2014 |
| K League Classic   | Jeonbuk Hyundai Motors | Corea del Sur | 2015 |
| Supercopa de Japón | Kashima Antlers        | Japón         | 2017 |

### Títulos internacionales
| Título                      | Club (*)               | Sede    | Año  |
| --------------------------- | ---------------------- | ------- | ---- |
| Liga de Campeones de la AFC | Jeonbuk Hyundai Motors | Homs    | 2006 |
| Liga de Campeones de la AFC | Jeonbuk Hyundai Motors | Al Ain  | 2016 |
| Liga de Campeones de la AFC | Kashima Antlers        | Teherán | 2018 |

(*) Incluyendo la selección.

### Distinciones individuales
| Distinción               | Año  |
| ------------------------ | ---- |
| K League Classic Best 11 | 2014 |
| K League Classic Best 11 | 2015 |
| K League Classic Best 11 | 2016 |